# Sciades dowii
Sciades dowii és una espècie de peix de la família dels àrids i de l'ordre dels siluriformes.

## Morfologia
- Els mascles poden assolir 90 cm de longitud total.[5][6]

## Alimentació
Menja peixets i invertebrats bentònics.

## Hàbitat
És un peix demersal i de clima tropical.

## Distribució geogràfica
Es troba a Amèrica: masses d'aigua dolça i salabrosa del litoral pacífic entre Panamà i l'Equador.

## Ús comercial
Es comercialitza fresc i en salaó.